# Loa loa
Loa loa es un gusano nemátodo y parásito de África central y occidental, causante de la filariasis (llamada también loiasis, edema de Calabar y gusano del ojo africano) de piel y del ojo, transmitidas a través de las moscas conocidas como tábanos. 

## Ciclo de vida

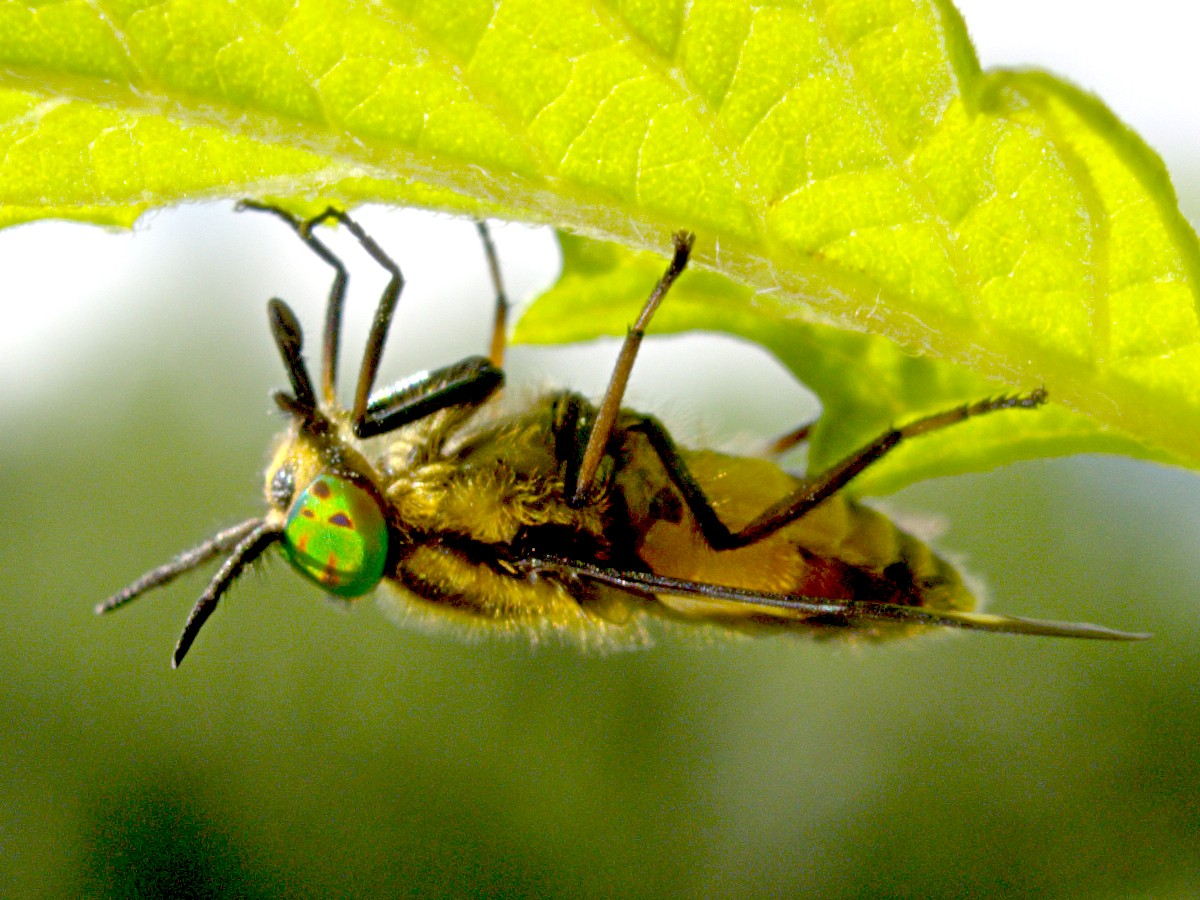
Tábano del género Chrysops.

El vector transmisor del parásito Loa loa son moscas hematófagos del género Chrysops, que durante el proceso de alimentarse, deposita sobre la piel de un huésped la larva filarial (L3), de donde penetran por la herida de la picadura. Las larvas se desarrollan en adultos y comúnmente residen en el tejido subcutáneo. El gusano femenino puede medir entre 4 y 7 cm de largo y 0,5 mm de diámetro, mientras que el macho es considerablemente menor (10-15 mm × 0,4 mm). Las microfilarias tienen una periodicidad diurna y están revestidas por una vaina. Durante el día se les encuentra circulando en la sangre y de noche, durante su fase no circulatoria, se les encuentra en los pulmones. Cuando la mosca, que coincide en el hábito de picar de día, chupa la sangre de un huésped infectado, puede ingerir la microfilaria, perdiendo ésta su envoltura y migrando del sistema digestivo a los músculos torácicos del artrópodo. Es allí donde las microfilarias se desarrollan en la larva (L2) y luego al estadio L3, que migra al probóscide en preparación para infectar a un hospedador susceptible.
Loa loa también puede ubicarse en los ojos, causando opacidad corneal e inclusive ceguera